# International Tennis Integrity Agency
Die International Tennis Integrity Agency (ITIA, deutsch Internationale Agentur für Rechtschaffenheit im Tennis) ist eine Organisation, die für die Wahrung der Integrität des professionellen Tennis weltweit verantwortlich ist. Es handelt sich um eine Nachfolgeorganisation der Tennis Integrity Unit (2008–2020). Neben Präventions-, Aufklärungs- und Drogentestaktivitäten sammelt sie Informationen und untersucht Wettbewerbsmanipulationen, insbesondere Spielmanipulationen im Tennis. Sie hat die Möglichkeit, Bußgelder und Sanktionen zu verhängen und Spielern, Schiedsrichtern und anderen Tennisfunktionären die Teilnahme, selbst die Anwesenheit an Turnieren zu verbieten. Die ITIA ist eine gemeinsame Initiative der International Tennis Federation (ITF), der Association of Tennis Professionals (ATP), der Women’s Tennis Association (WTA) und der vier Grand-Slam-Turniere.
Die ITIA ist rechtlich unabhängig von den Dachorganisationen und trifft ihre eigenen Entscheidungen über Ermittlungen und Strafverfolgungen.

## Leitung
Die IATA hat folgende leitende Direktoren:
- Karen Moorhouse, Chief Executive
- Nick Iliffe, Leiter der Nachforschung
- Nicole Sapstead, Senior Director, Anti-Doping
- Ben Rutherford, Recht

Die ITIA beschäftigt rund 35 Mitarbeiter in den Bereichen Geheimdienst, Ermittlungen, Anti-Doping, Bildung und Ausbildung, Rechts-/Fallmanagement, Kommunikation und Verwaltung.

## Zusammenarbeit
Die IATA arbeitet mit nachfolgenden Organisationen zusammen:
- Tennis Europe Junior School
- ITF Academy
- Professional Tennis Registry (PTR)
- Global Professional Tennis Coach Association (GPTCA)

## Antikorruptionsprogramm
Eine der Hauptaufgaben der ITIA ist die Durchführung des Antikorruptionsprogramms (Tennis Anti-Corruption Program, TACP) im Namen der Tennis-Dachgesellschaften. Das TACP definiert die verschiedenen Korruptionsdelikte im Profitennis, darunter solche im Zusammenhang mit Wetten, Spielmanipulationen und Wettbewerbsmanipulation. Die ITIA untersucht mögliche Verstöße gegen das TACP. Wenn ausreichende Beweise vorliegen, leitet es den Fall zur ersten Anhörung an einen unabhängigen Beauftragten für Antikorruption weiter. Berufungen gegen erstinstanzliche Entscheidungen werden beim Internationalen Sportgerichtshof in Lausanne, Schweiz, verhandelt. Die Höchststrafen sind eine lebenslange Sperre zuzüglich einer Geldstrafe von 250.000 $.

## Anti-Doping-Programm
Eine weitere Hauptaufgabe der ITIA ist die Betreuung des Tennis-Anti-Doping-Programms (TADP) im Auftrag der Dachgesellschaften. Professionelle Tennisspieler werden auf Substanzen getestet, die von der Welt-Anti-Doping-Agentur („WADA“) verboten sind. Wenn festgestellt wird, dass ein Verstoß gegen die Anti-Doping-Bestimmungen vorliegt, werden im Rahmen des Programms Sanktionen in Übereinstimmung mit dem Anti-Doping-Kodex verhängt. Anti-Doping-Regeln gelten für all diejenigen, die an ITF-, WTA-, ATP-, Grand-Slam-, Olympischen-, Paralympischen-, Davis-Cup-, Billie-Jean-King-Cup-, Hopman-Cup- und United-Cup-Veranstaltungen teilnehmen. Die WADA veröffentlicht jährlich eine Liste der verbotenen Substanzen.

## Integrity Protection Program
Die ITIA betreut ferner das Tennis Integrity Protection Program (TIPP). TIPP ist ein interaktives Online-E-Learning-Programm, das die Teilnehmer über den Sport informieren und so die Integrität des Sports schützen soll. TIPP ist für alle Spieler und Funktionäre obligatorisch und muss alle zwei Jahre absolviert werden. Die ITIA empfiehlt außerdem, dass alle im Tennis tätigen Personen wie Trainer, Turnierpersonal und Agenten das Programm absolvieren.

## Sanktionen

### Doping
Folgende Tennisspieler wurden wegen Dopings mit Sperren sanktioniert:

#### 2023
| Name                         | Sperre             |
| ---------------------------- | ------------------ |
| Mike Denayer                 | 1 Monat            |
| Juan Carlos Osorio Hernández | 3 Jahre            |
| Gilbert Klier Júnior         | 12 Monate          |
| Bastián Malla                | 2 Monate           |
| Felipe Hernández             | 3 Jahre            |
| Kamil Majchrzak              | 13 Monate          |
| Andrej Martin                | 14 Monate          |
| Mariska Venter               | 12 Monate          |
| Sydney Dorcil                | 4 Jahre            |
| Simona Halep*                | 9 Monate           |
| Victor Bini                  | 13 Monate          |
| Jenson Brooksby**            | 13 Monate          |
| Stefano Battaglino           | 4 Jahre            |
| Gonçalo Oliveira             | noch nicht bekannt |

* reduziert von 4 Jahren

** reduziert von 18 Monaten

#### 2024
| Name              | Sperre     |
| ----------------- | ---------- |
| Casey Kania       | 2 Jahre    |
| Marco Bortolotti  | Keine*     |
| Jannik Sinner     | 3 Monate** |
| Nikola Bartůňková | 6 Monate   |
| Iga Świątek       | 1 Monat    |
| Daniil Saweljew   | 2 Jahre    |

* Kein Verschulden oder Fahrlässigkeit.

** Kein Verschulden oder Fahrlässigkeit. Vor der Welt-Anti-Doping-Agentur (WADA) Berufung eingelegt, Falllösungsvereinbarung für dreimonatige Sperre erzielt.
Am 20. August 2024 teilte die ITIA mit, dass Jannik Sinner am 10. März beim Masters-Turnier in Indian Wells desselben Jahres und bei einer Trainingskontrolle acht Tage später positiv auf das verbotene Steroid Clostebol getestet worden war. Sinner gab an, vom 5. bis 13. März täglich von einem Mitglied seines Betreuerteams massiert und sporttherapeutisch behandelt worden zu sein. Die Person habe sich in diesem Zeitraum wegen einer Wunde mit einem rezeptfrei in Italien erhältlichen Spray mit dem betreffenden Steroid selbst behandelt. Dadurch sei es zu einer „unwissentlichen transdermalen Kontamination“ gekommen. Ein Gericht sah kein Verschulden und keine Fahrlässigkeit bei dem Spieler. Trotz des Freispruchs wurden Sinner gemäß den Antidopingregeln das Preisgeld (325.000 $) und die Weltranglistenpunkte (400) von Indian Wells aberkannt, wo er das Halbfinale erreicht hatte.
Ein am 28. November 2024 veröffentlichte Fall betraf Iga Świątek. Świątek wurde positiv auf die verbotene Substanz Trimetazidin (TMZ) getestet. Die ITIA-Untersuchung ergab, dass die Quelle ein in Polen hergestelltes und verkauftes, nicht verschreibungspflichtiges Medikament (Melatonin) war, das die Spielerin gegen Jetlag und Schlafprobleme eingenommen hatte. Die Untersuchung führte zu der Feststellung, dass kein wesentliches Verschulden, Vorsatz oder Fahrlässigkeit vorlag und deshalb nur eine einmonatigen Sperre zu verhängen war. Die Spielerin wurde ab dem 12. September 2024 vorläufig gesperrt, bevor sie erfolgreich Berufung einlegte, aber dennoch drei Turniere verpasste. Die Spielerin verlor außerdem das Preisgeld der Cincinnati Open, einem Turnier der Kategorie WTA 1000, das direkt im Anschluss an den Test folgte und in dem Świątek das Halbfinale erreichte, wofür das Preisgeld 145.557 € betrug. Świątek akzeptierte die Sanktion.

#### 2025
| Name           | Sperre    |
| -------------- | --------- |
| Max Purcell    | 18 Monate |
| Irina Fetecău  | 10 Monate |
| Yash Chaurasia | 12 Monate |
| Imran Sibille  | 1 Monat   |
| Tsao Chia-yi   | 12 Monate |

### Korruption
Die IATA begann mit der Untersuchung des bisher komplexesten Korruptionsfalles im Tennis vor mehr als fünf Jahren (damals noch als Tennis Integrity Unit) und fand 2023 seinen Abschluss. Er betraf die Beteiligung einer Gruppe der organisierten Kriminalität aus Belgien und umfasst Matches und Spieler in mehreren europäischen Ländern. Die Fälle wurden den Strafverfolgungsbehörden übergeben. Ferner wurden Sanktionen verhängt. Das Netzwerk soll weltweit über 180 professionelle Tennisspieler dazu gebracht haben, bei Spielmanipulationen mitzumachen. Darunter deutsche, französische, US-amerikanische, ägyptische, bulgarische, slowakische und mindestens sieben belgische Spieler. Die Rede ist von mindestens 376 manipulierten Spielen und Spielphasen zwischen 2014 und 2018, auf die Mitglieder beziehungsweise Strohmänner der Bande Wetten abschlossen. Über acht Millionen Euro sollen sie so gewonnen haben. Im Fokus standen niedrig eingestufte Profi-Spieler, die bei eher unbekannten Turnieren antraten. Diese Spieler verdienten nicht viel und seien deshalb anfälliger für Bestechungsversuche gewesen.
Folgende Tennisspieler wurden wegen Korruption mit Sperren beziehungsweise Geldstrafen sanktioniert: 

#### 2023
| Name                      | Sperre             |
| ------------------------- | ------------------ |
| Fabian Carrero            | lebenslänglich     |
| Younes Rachidi            | lebenslänglich     |
| Shérazad Reix*            | 2 Jahre            |
| Mohamed Hassan            | lebenslänglich     |
| Houria Boukholda          | 2 Jahre            |
| Baptiste Crepatte         | 3 Jahre            |
| Heriberto Morales Churata | 6 Jahre            |
| Petru-Alexandru Luncanu   | 5 Jahre            |
| Nastja Kolar              | lebenslänglich     |
| Alexandra Riley           | lebenslänglich     |
| Mark Philippoussis        | 10.000 $+4 Monate  |
| Percy Flores              | 12 Jahre           |
| Robert Biletic            | 6 Monate           |
| Clément Reix              | 12 Monate          |
| Alexis Musialek           | lebenslänglich     |
| Timur Chabibulin          | lebenslänglich     |
| Sanjar Fayziyev           | 3 Jahre, 6 Monate  |
| Igor Smilansky            | 2 Jahre            |
| Arthur De Greef           | 3 Jahre, 9 Monate  |
| Romain Barbosa            | 3 Monate, 9 Monate |

| Name                      | Sperre             |
| ------------------------- | ------------------ |
| Alec Witmeur              | 2 Jahre, 7 Monate  |
| Arnaud Graisse            | 4 Jahre, 10 Monate |
| Julien Dubail             | 3 Jahre, 9 Monate  |
| Maxime Authom             | 3 Jahre, 9 Monate  |
| Omar Salman               | 3 Jahre, 7 Monate  |
| Alberto Rojas Maldonado   | lebenslänglich     |
| Christopher Díaz Figueroa | lebenslänglich     |
| José Antonio Rodríguez    | 12 Jahre           |
| Antonio Ruiz Rosales      | 10 Jahre           |
| Orlando Alcántara Rangel  | 2 Jahre            |
| Marco Ducman              | 10 Jahre, 7 Monate |
| Edvinas Grigaitis         | 3 Jahre            |
| Givi Khudoiani            | 14 Jahre           |
| Arsen Mowsisjan           | 5 Jahre            |
| Manuel Sperger            | 7 Jahre, 6 Monate  |
| Stefan Milanow            | 16 Jahre           |
| Leny Mitjana              | 10 Jahre           |
| Burak Baskes              | 2 Monate           |
| Arkadiusz Grzelak         | 2 Monate           |
| Afonso Nabais             | 5 Monate           |
| Radu Florin Macovei       | 1 Monat            |

* reduziert von vier Jahren

#### 2024
| Name                    | Sperre/Geldstrafe   |
| ----------------------- | ------------------- |
| Anis Ghorbel            | 3 Jahre             |
| Maxence Broville        | 7 Jahre             |
| James Blake             | $ 56.250 Geldstrafe |
| Andrea Rita             | 15 Monate           |
| Marko Stojanovic        | 5 Jahre, 6 Monate   |
| Dragos Nicolae Madaras* | 2 Jahre             |
| Patrick Madaras         | 2 Jahre, 6 Monate   |
| Manuel Guion            | 5 Jahre, 6 Monate   |
| Aaron Cortes            | 15 Jahre            |
| Pawel Atanasow          | lebenslänglich      |
| Antonio Casa            | 7 Jahre, 6 Monate   |
| Fernanda Brito          | 6 Monate            |
| Alessandro Carino       | 2 Monate            |
| Luis Horna              | $10.000 Geldstrafe  |
| Eduardo Agustín Torre   | 5 Jahre             |
| Alejandro Mendoza       | lebenslänglich      |
| Jorge Panta             | 3 Jahre             |

| Name                        | Sperre/Geldstrafe  |
| --------------------------- | ------------------ |
| Nico Langmann               | $10.000 Geldstrafe |
| Emanuele Bastia             | 4 Monate, 2 Wochen |
| Armando Belardi             | lebenslänglich     |
| Mohamed Ali Abibsi          | 2 Jahre, 6 Monate  |
| David Gorsic**              | 3 Monate           |
| Steven Nguyen               | 3 Monate           |
| Jasmina Tinjić              | 6 Jahre            |
| Melina Ferrero              | 3 Jahre            |
| Sofía Luini                 | 7 Jahre            |
| Iván Endara                 | 5 Jahre            |
| Mauricio Reséndiz Domínguez | 5 Jahre            |
| Raúl Isaías Rosas-Zarur     | 5 Jahre            |
| Aitor Aramburu Contreras    | 1 Jahr, 10 Monate  |
| Henry Atseye                | 2 Jahre, 6 Monate  |
| Christian Paul              | 3 Jahre            |
| Sylvester Emmanuel          | 3 Jahre            |

* reduziert von 4 Jahren und 6 Monaten

* * reduziert von 6 Monaten

#### 2025
| Name                   | Sperre            |
| ---------------------- | ----------------- |
| Jérôme Inzerillo       | 5 Jahre, 7 Monate |
| David Guez             | 4 Jahre           |
| Romain Bauvy           | 4 Jahre           |
| Yannick Jankovits      | 2 Jahre           |
| François-Arthur Vibert | 2 Jahre, 6 Monate |
| Agustin Moyano         | 15 Jahre          |
| Juan Gabriel Castro    | 6 Jahre           |
| Joshua Muhire          | 2 Jahre, 6 Monate |
| Anna Lytneva           | 12 Monate         |
| Mina Hodzic            | 3 Monate          |

| Name                | Sperre            |
| ------------------- | ----------------- |
| Yannick Thivant     | lebenslang        |
| Thomas Brechemier   | 7 Jahre, 6 Monate |
| Gabriel Petit       | 6 Jahre, 6 Monate |
| Thomas Setodji      | 10 Jahre          |
| Hugo Daubias        | 2 Jahre           |
| Luis Rodríguez      | lebenslang        |
| Antonio Sosa        | 5 Jahre           |
| Wellingthon Lopez   | 4 Jahre, 6 Monate |
| Alexandra Iordache  | 2 Jahre           |
| Anapat Timangkul    | 3 Jahre, 9 Monate |
| Wang Chukang        | 8 Monate          |
| Paul Valsecchi      | 4½ Monate         |
| Enzo Rimoli         | 2 Monate          |
| Anze Arh            | 3 Jahre           |
| Tom Jomby           | 7 Jahre           |
| Natthasith Kunsuwan | 12 Jahre          |
| Jaimee Floyd Angele | 5 Jahre, 3 Monate |
| Christian Lindell   | 7 Jahre           |
| Samuel Bensoussan   | 1 Jahr, 11 Monate |